# Schloss Rosenhof (Mintraching)
Das abgegangene Herrenhaus Rosenhof befand sich im Ort Rosenhof der oberpfälzischen Gemeinde Mintraching in Bayern. Es ist weder als Baudenkmal noch als Bodendenkmal ausgewiesen.

## Geschichte
Das Herrenhaus wurde 1890 für den Verwalter des fürstlich Thurn- und Taxischen Doppelguts „Rosenhof-Wolfskofen“ errichtet, da das alte Gutshaus in Wolfskofen als zu altmodisch angesehen wurde. Im Laufe der 1930er und 1960er Jahre wurde das Herrenhaus grundlegend erweitert, sodass fast keine Bausubstanz des 1890 errichteten Hauses erhalten blieb. Bis 2022 blieb das Schloss im Besitz der Firma Guggenberger, die es an die Gemeinde Mintraching verkaufte. 2022 teilte das Schloss das Schicksal zahlreicher alter Gebäude und wurde zugunsten eines Neubaugebiets abgebrochen.

## Gut Rosenhof einst und jetzt
Das Gut Rosenhof bestand aus dem Schloss – einem dreigeschossigem Satteldachbau mit Ecktürmen und einstöckigem seitlichen Anbauten – das von einer umfassenden Ziegelmauer umringt wurde, einem heute noch erhalten Lagerhaus und der Gutskapelle. Das Schloss wurde vollständig beseitigt, sodass sich keine Reste erhalten haben. Das Doppelgut Rosenhof-Wolfskofen wurde 1938 aufgelöst und die zugehörigen Ländereien unter den Vertriebenen der Errichtung des Truppenübungsplatzes Grafenwöhr verteilt.

Gut Rosenhof (bis 2022)
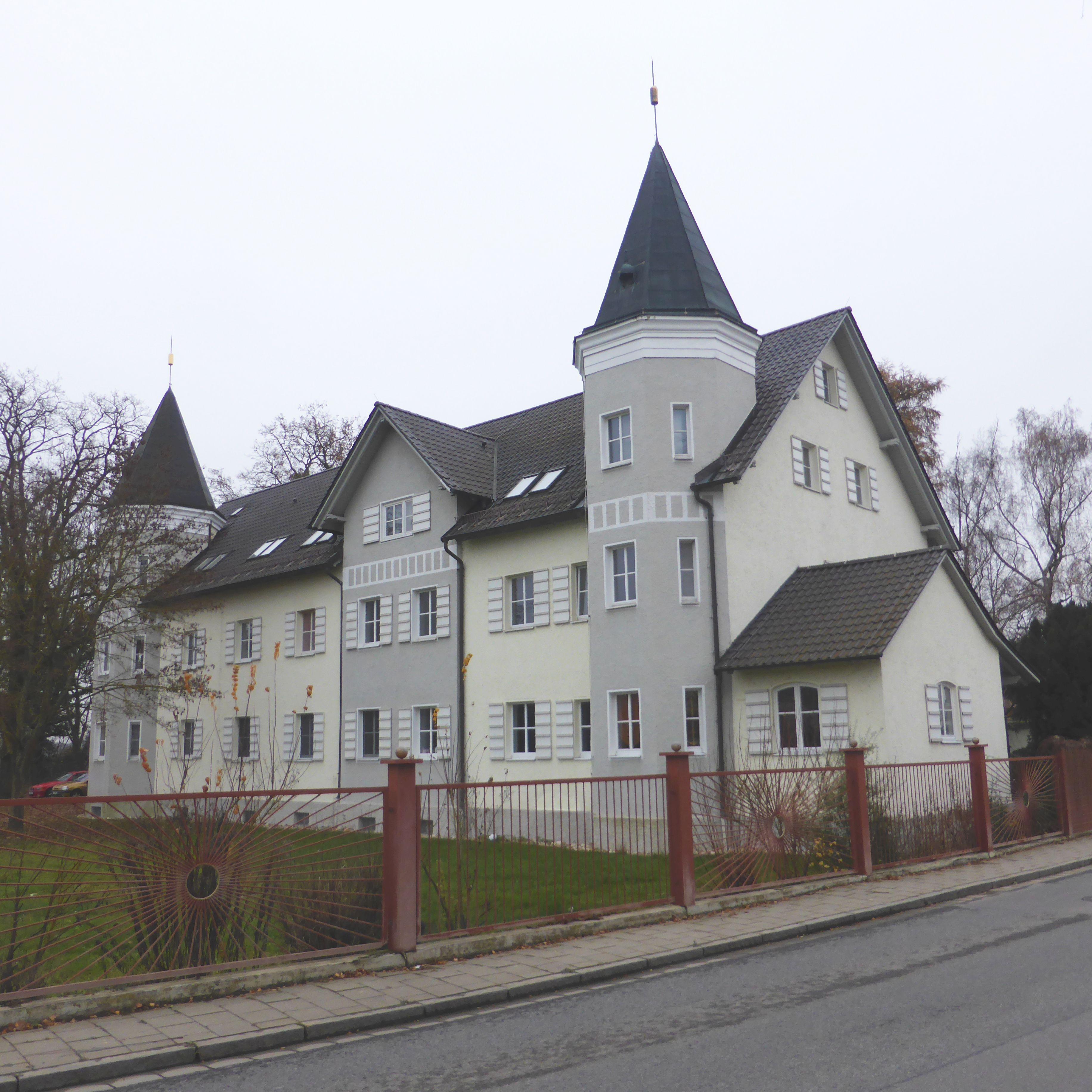
Das Gutshaus
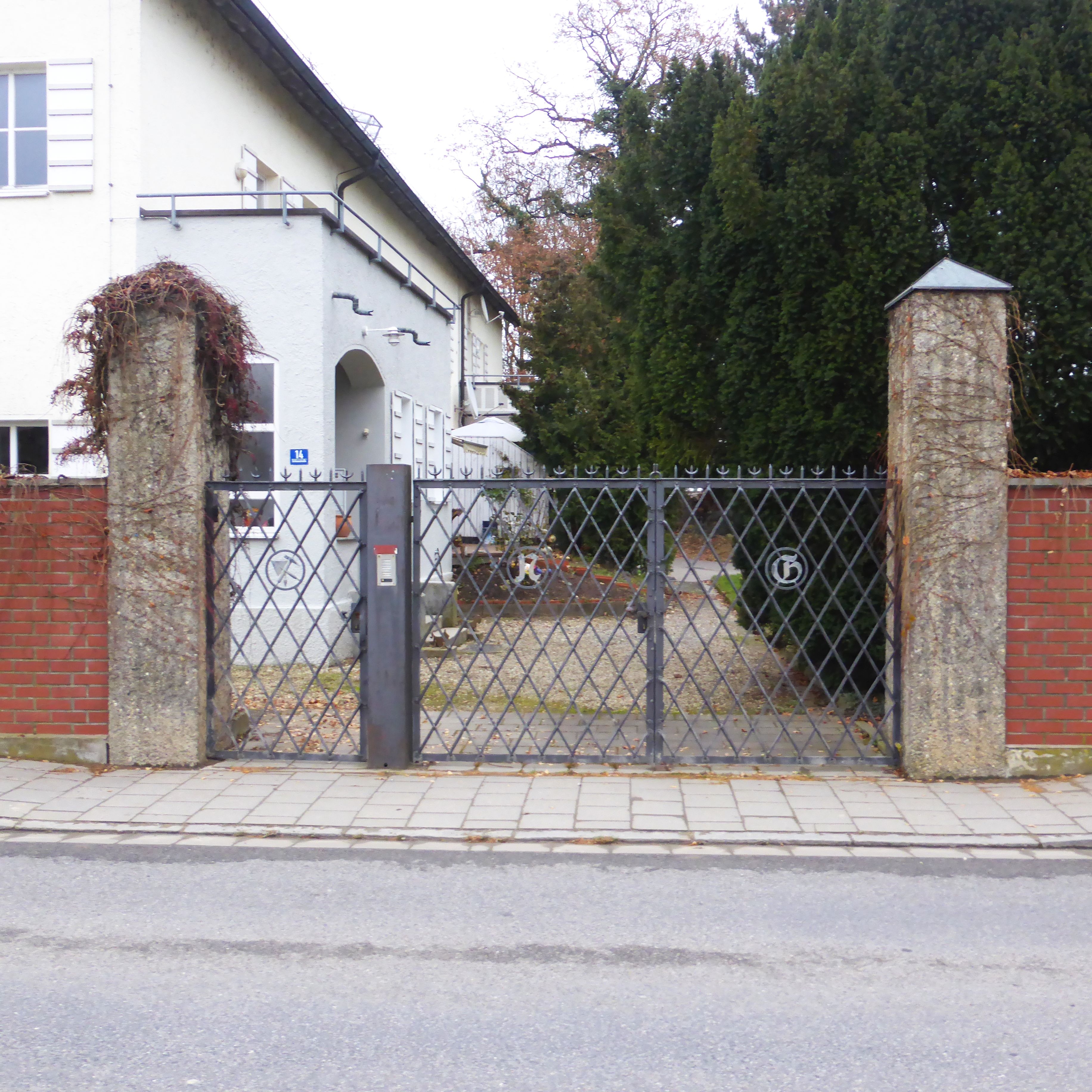
Das Gutstor
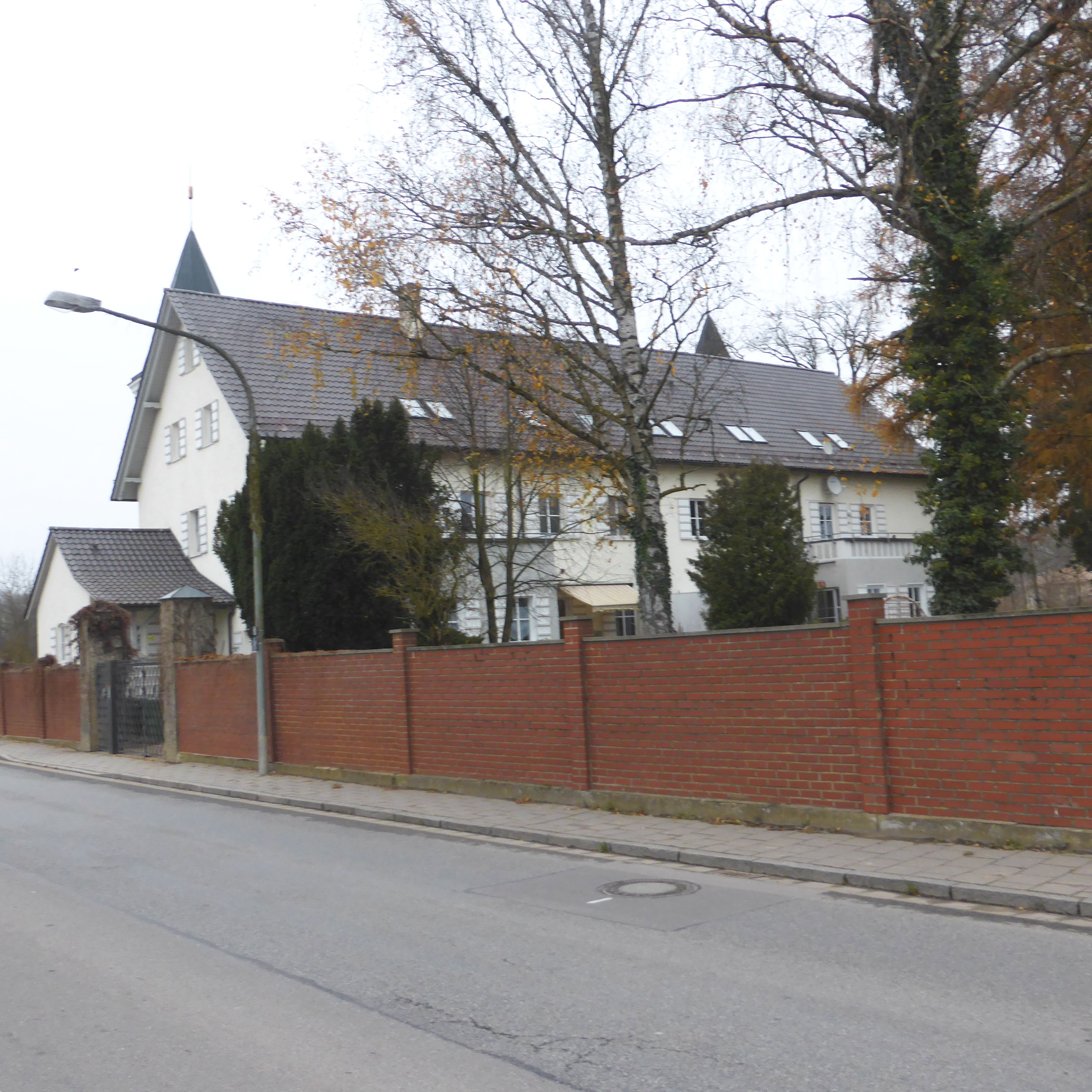
Rückansicht